# Tabuan Asri
Tabuan Asri (Sp VI) is een bestuurslaag in het regentschap Banyuasin van de provincie Zuid-Sumatra, Indonesië. Tabuan Asri (Sp VI) telt 900 inwoners (volkstelling 2010).